# کینگستون (میزوری)
کینگستون (به انگلیسی: Kingston) یک شهر در ایالات متحده آمریکا است که در شهرستان کالدول، میزوری واقع شده‌است. کینگستون ۱٫۳۵ کیلومتر مربع مساحت و ۳۴۸ نفر جمعیت دارد و ۲۷۱ متر بالاتر از سطح دریا واقع شده‌است.